# Centro histórico de la Ciudad de Guatemala
El centro histórico de la Nueva Guatemala de la Asunción es el área ocupada por el asentamiento original de la ciudad de Guatemala entre 1776 y 1892, antes de que se iniciara la expansión de la ciudad hacia los cuatro puntos cardinales, especialmente hacia el Sur. El centro histórico corresponde a los límites de la traza original de la ciudad (hoy parte de la zona 1). Allí se ubican los siguientes edificios históricos: Palacio Nacional de la Cultura, Catedral de Santiago de Guatemala, Portal del Comercio, Hipódromo del Norte y Mapa en Relieve, Edificio y Arco de Correos, Palacio de la Policía, Museo del Ferrocarril, Teatro Nacional, Palacio municipal de Guatemala, Parque Jocotenango (antiguamente llamado Parque Morazán), así también áreas como el Barrio de la Candelaria y el Centro Cívico. Fue declarado «Patrimonio Cultural en la Nación Guatemalteca», según el acuerdo del Ministerio de Cultura y Deportes (MCD) 328-98 el 13 de agosto de 1998. 
La ciudad de Guatemala de la Asunción originalmente abarcaba únicamente el centro histórico y era el eje de todas las actividades políticas y en muchas formas también algunas económicas no solo de Guatemala, sino que de toda Centro América. Algo característico es que sus edificios casi en totalidad se visten de estilos arquitectónicos de finales del siglo xix. Las fachadas e interiores hasta el día de hoy evidencian el art déco, barroco, neoclásico, ecléctico y arte noveau entre otros.

## Historia

### Antecedentes: destrucción de Santiago de los Caballeros
En 1776, la capital fue trasladada al valle de la Ermita y se le cambió de nombre a Nueva Guatemala de la Asunción, luego de que los terremotos de Santa Marta de 1773 arruinaran la antigua ciudad de Santiago de los Caballeros de Guatemala por tercera ocasión en el mismo siglo y las autoridades civiles decidieron trasladar la ciudad a otra ubicación y a la vez utilizaron eso como excusa para debilitar a las autoridades eclesiásticas —siguiendo las recomendaciones de las Reformas Borbónicas emprendidas por la corona española en la segunda mitad del siglo xviii— obligando a las órdenes regulares a trasladarse de sus majestuosos conventos destruidos a frágiles estructuras temporales en la nueva ciudad.

### Traslado como Nueva Guatemala de la Asunción

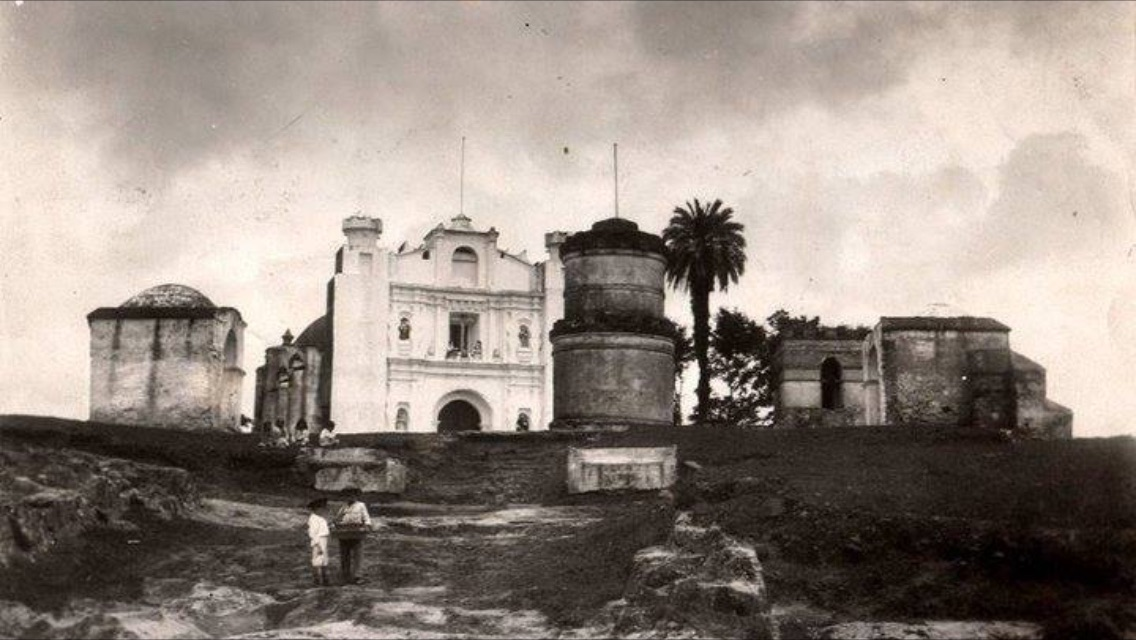
Iglesia del Cerrito del Carmen. Primera construcción en el Valle de la Ermita, antes de que se trasladara la ciudad a ese lugar.

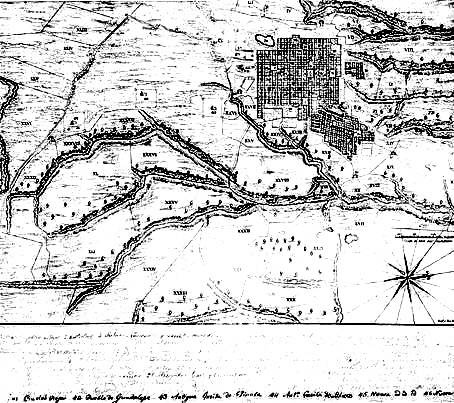
Mapa de la ciudad de Guatemala en 1821.

Luego de los terremotos de Santa Marta en 1773, las autoridades españolas decidieron que la ciudad de Guatemala tenía que cambiar de lugar para evitar otro evento de la misma magnitud, pues consideraron que los movimientos telúricos eran causados por los volcanes vecinos a la ciudad; era necesario comenzar un peregrinaje en busca de un nuevo sitio que ofreciera a los habitantes seguridad y provecho. Después de largas discusiones, los que apoyaban el traslado de la ciudad impusieron su opinión y comenzaron a solicitar la autorización al rey Carlos III de España, dada esta buscaron lugares para enviárselas a efecto de que él determinara el lugar a donde debían trasladarse, llegada la autorización partieron rumbo al «Valle de la Ermita», mientras que la oposición se quedó en la antigua Santiago de los Caballeros para intentar reconstruir la ciudad. La ciudad fue rebautizada como Nueva Guatemala de la Asunción debido a que algunos pensaban que utilizar el antiguo nombre «podía atraer catástrofes». 
Habiendo hecho estudios sobre los lugares más apropiados para asentar la nueva ciudad se aludía necesariamente a las facilidades para proveer de agua al nuevo establecimiento, mencionándose que en el río de Pinula, en el llano de «la Culebra», había ya una toma que facilitaba el agua a los pocos vecinos del valle y se acompañaba un plano hecho por el arquitecto mayor Bernardo Ramírez, quién se convirtió en el maestro mayor de obras y fontanero de la Nueva Guatemala de la Asunción. Así pues, el proyecto del acueducto en la Nueva Guatemala de la Asunción empezó con la propuesta al analizar el traslado de la capital luego del terremoto de 1773.

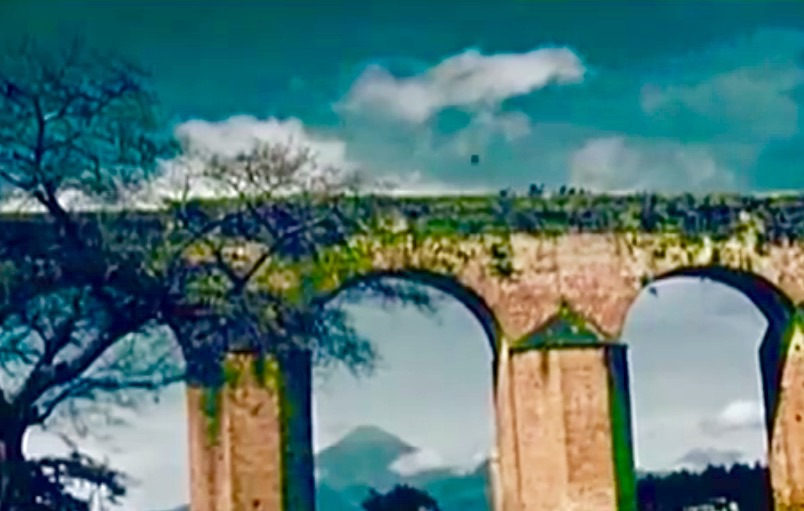
Acueducto de Pinula. Surtió de agua a la Nueva Guatemala de la Asunción entre 1774 y 1938.

El 19 de febrero de 1774, cuando el arquitecto mayor firma otro informe sobre el traslado de la ciudad, ya se hace mención de los trabajos sobre el montículo de «la Culebra» para hacer el que luego sería el Acueducto de Pinula. El montículo también era llamado «Loma de Talpetate» y dividía el llano de «la Culebra» con el de «la Ermita». Había un inconveniente: el bajío que formaba el llano de la Culebra; sin embargo, se pensó que se podría salvar por medio de arquería, pero el problema sería que el costo era considerable, y además la obra quedaría expuesta a los efectos de los terremotos. A pesar del costo, el proyecto continuó.
Para octubre de aquel año, ya estaban establecidos en el Valle de la Ermita aproximadamente mil novecientos españoles que tomaban su lugar en 278 ranchos y 2400 mestizos o pardos, que eran alojados en 398 ranchos. Los habitantes recién mudados, convivían conjuntamente con los pobladores originales del Valle de la Ermita que sumaban el total de cinco mil novecientas diecisiete personas alojadas en novecientos veinticinco ranchos. La extensión del «Valle de la Ermita» era de nueve leguas cuadradas, veintidós caballerías, ciento noventa y nueve cuerdas y cuatro mil trescientas setenta y cinco varas superficiales. El traslado oficial de la nueva ciudad fue el día 2 de enero de 1776, cuando se realizó el primer cabildo del ayuntamiento en esa ubicación. El traslado conjuntamente con la construcción de la nueva capital constituyeron un hecho extraordinario en la historia de Hispanoamérica, siendo además un caso especial de fundación física, pero no jurídica. Los dos bandos tenían diferencias marcadas e irreconciliables; los criollos -descendientes de los conquistadores- que eran capitaneados por el arzobispo Pedro Cortés y Larraz y los miembros del Ayuntamiento que estaban contrarios al traslado de la ciudad, y por el otro lado estaban los españoles -que eran las autoridades peninsulares nombradas por el rey de España<- dirigidos por el presidente de la Real Audiencia de Guatemala, el entonces gobernador y Capitán General Martín de Mayorga, los oidores y algunos vecinos que eran partidarios de que el traslado de la capital a un lugar que estuviera más seguro de terremotos y lejano a los volcanes.
Cuando se trasladó oficialmente el 2 de enero de 1776, la ciudad abarcaba un área aproximada de 10 x 20 manzanas. Para suministro de aguas, contaba con el Acueducto de Pinula, que comenzaba en «El Cambray» -en donde en 1994 se construyó el centro comercial «Galerías La Pradera», en Santa Catarina Pinula- y llegaba hasta el final de la calle real de Pamplona -conocida como «bulevar Liberación» a partir de 1954-. Un sistema de desniveles cuidadosamente analizado para el acueducto hacía que el agua fuera aumentando velocidad y, con ello, presión para alcanzar su destino final. Junto al de Pinula, el acueducto de Mixco, formaba un sistema de suministro de agua que estuvo en servicio a partir de 1786.
El 26 de noviembre de 1777, por consulta de Cámara, fue nombrado arzobispo de Guatemala Cayetano Francos y Monroy, nombramiento que era difícil ya que era en sustitución del arzobispo Pedro Cortés y Larraz, quien se negaba a aceptar el traslado de su diócesis hacia la nueva ciudad de Guatemala, luego de que la capital de la Capitanía General de Guatemala, Santiago de los Caballeros de Guatemala fuera destruida por los terremotos.  El siete de octubre de 1779 hizo su pública entrada, con una escolta de ocho caballeros, en la nueva ciudad de Guatemala el nuevo arzobispo Cayetano Francos y Monroy. Un mes antes, Pedro Cortés y Larraz publicó una carta pastoral denunciando la llegada de un usurpador y amenazando con excomulgarlo, pero Francos y Monroy tomó inmediatamente sus primeras medidas nombrado un cura en el pueblo indígena de Jocotenango y fue a buscar a la destruida Santiago de los Caballeros de Guatemala a las beatas de Santa Rosa. Había decidido que en noviembre de 1779 iba trasladar las imágenes y gastó una gran cantidad de dinero para terminar la construcción de los monasterios Carmelitas y de Capuchinas. Cortés y Larraz no quiso seguir resistiendo y huyó a principio de octubre. El seis de diciembre de 1782, Francos y Monroy informó al rey que había trasladado a la nueva ciudad la catedral, el colegio seminario, los conventos de religiosos y religiosas, beaterios y demás cuerpos sujetos a la Mitra; todos ellos habían sido trasladados a edificios formales o en construcción. Ahora bien, para terminar estas obras había sido necesario que dejara la obra del palacio Arzobispal por un lado y él tuvo que vivir, hasta entonces, en casa de alquiler con mucha incomodidad y estrechez, careciendo de las principales oficinas y habitación para su familia.

### Plaza de Armas

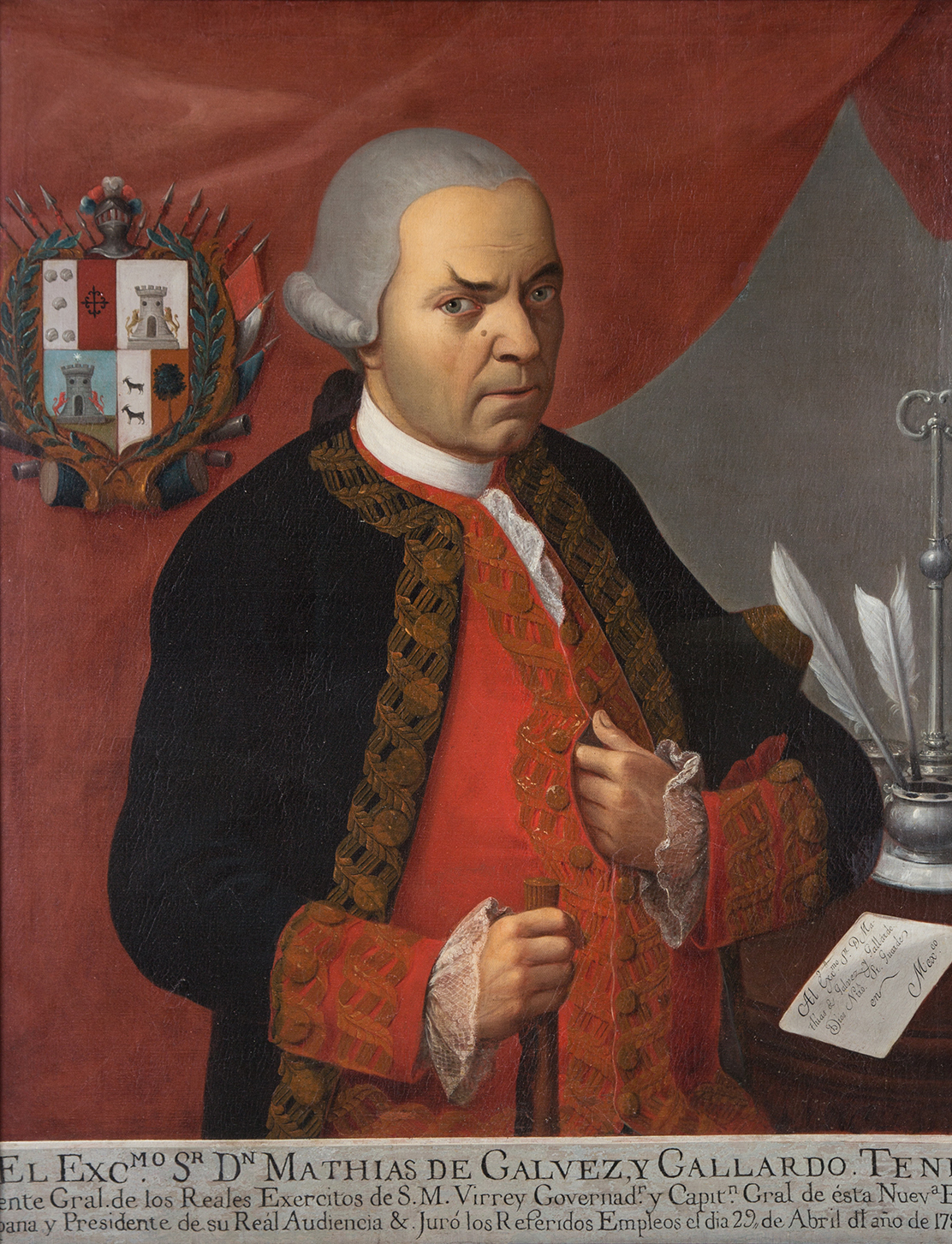
Teniente general Matías de Gálvez, capitán general de Guatemala. Durante su gestión se hizo cargo de la primera fase de la construcción de la Nueva Guatemala de la Asunción.

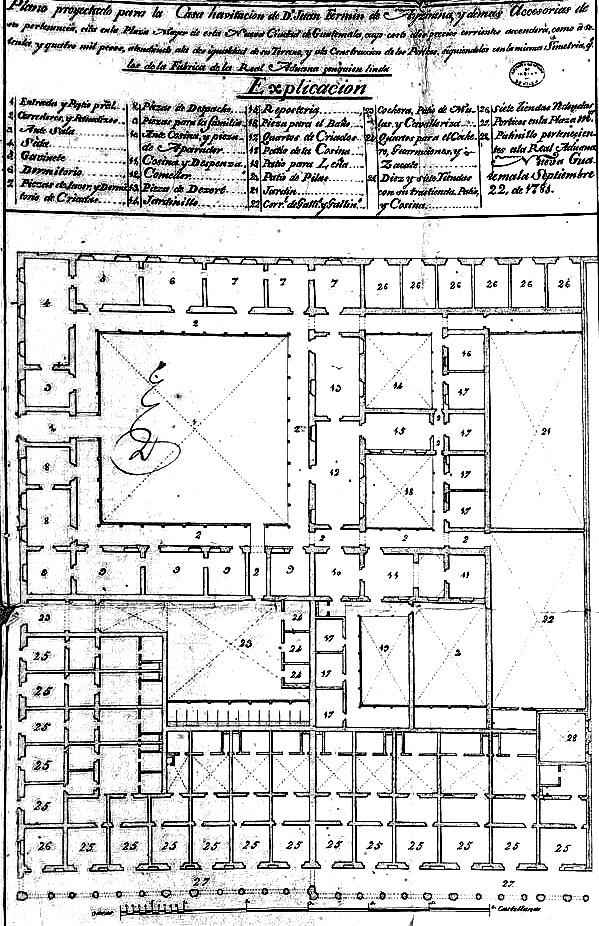
Plano de la mansión Aycinena en la Plaza Central de la Nueva Guatemala de la Asunción.

La Plaza de Armas fue el centro cívico y político de la ciudad desde su fundación hasta el inicio de los gobiernos civiles que se establecieron en 1985. El arquitecto Marco Ibáñez, el delineador Antonio Bernasconi y el ingeniero Joaquín de Isasi tuvieron a cargo el levantamiento de los planos de la nueva Catedral de Santiago y después de dos años lograron que los planos fueran aprobados por Real Cédula del 6 de noviembre de 1779, la que arribó a Guatemala en febrero de 1780.  El nuevo capitán general, el teniente general y caballero español distinguido Matías de Gálvez se hizo cargo de la reconstrucción de la ciudad hasta que fue promovido a Virrey de México en 1783, por sus grandes servicios al derrotar y expulsar a los ingleses en la isla de Roatán en Honduras.
El arzobispo de Guatemala, Cayetano Francos y Monroy, bendijo el solar y colocó la primera piedra de la Catedral en 1782. Los trabajos de construcción se iniciaron formalmente el 13 de agosto de 1783, y duraron hasta el 15 de marzo de 1815 en fue llevada procesionalmente desde su trono en la Provisional Catedral en el Beaterio Santa Rosa la venerada imagen de Nuestra Señora del Socorro, la cual fue colocada en el altar principal de su capilla, en donde ha permanecido desde entonces. Para 1815, estaba terminada la mayor parte del templo y se trasladó el órgano a la misma, así como numerosas imágenes de santos además de la imagen de Nuestra Señora del Socorro, las cuales fueron trasladas en procesión solemne. La iglesia se inauguró oficialmente en esa fecha con una solemne misa de Acción de Gracias.
Por su parte, el Real Palacio, o Palacio del Ejecutivo era el edificio sede del poder ejecutivo del Estado de Guatemala desde el traslado de la capital de la Capitanía General de Guatemala al valle de la Ermita en 1776 hasta que fue destruido por los terremotos de diciembre de 1917 y enero de 1918.

### Gobierno de Rafael Carrera

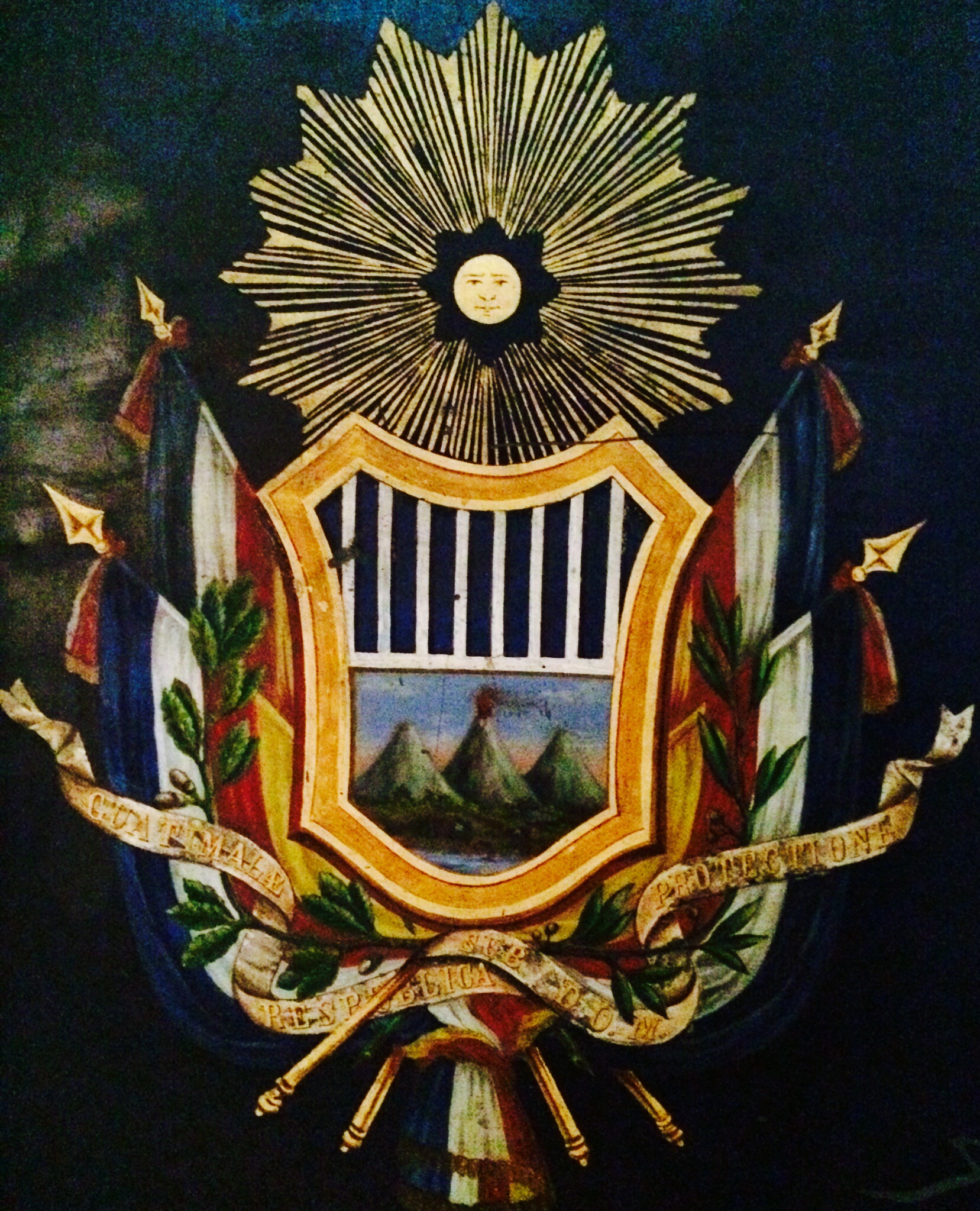
Escudo de la República de Guatemala entre 1858 y 1871. Una réplica tallada en mármol se encontraba en el frontispicio del Teatro Carrera.

Durante el gobierno de Rafael Carrera, a la capital de Guatemala que por mucho tiempo se llamó «la Corte» y entonces tenía pocas calles empedradas y muy pocas aceras. No había casas de dos pisos, exceptuando la casa de Matheu, - que luego fue utilizada como mansión presidencial por los gobiernos liberales- la de Piñol, que luego fue el Banco Colombiano; la de Batres y la de Roma, que luego se unieron para formar el Gran Hotel.
En cuanto a locomoción únicamente había carruajes tirados por mulas. El general Carrera tenía un regular carruaje, en el que iba siempre rodeado de ocho o diez batidores, armados de lanzas.  Se iluminaba la ciudad con velas de sebo; y no fue sino hasta el final del gobierno de Vicente Cerna y Cerna que se introdujo el alumbrado de petróleo.  Los desagües iban a flor de tierra y las medidas higiénicas eran prácticamente inexistentes.
Muchos personajes de esa época decididamente clerical desaparecieron tras la Reforma Liberal de 1871: los asoleados, los serenos, los frailes, y los terceros.  Había una cantidad considerable de frailes y sacerdotes quienes llevaban las indumentarias características de sus respectivas órdenes: 
- Betlemitas: frailes descalzos con largas barbas, y vestido burdo
- Franciscanos: con hábitos azules
- Recoletos: hábitos grises
- Mercedarios: hábito blanco
- Jesuitas: hábito negro y olorosos a rapé
- Dominicos: hábito blanco y negro[14]

Las Órdenes monásticas ya no eran tan poderosas como lo habían sido antes de la expulsión de 1829, pues habían perdido muchas de sus propiedades en haciendas, ingenios y trapiches cuando Morazán los expulsó de Centroamérica.
En la década de 1850, el capitán general Rafael Carrera mandó a construir un majestuoso Teatro Nacional que fue nombrado en su honor como «Teatro Carrera», ubicado en la Plaza Vieja. La Plaza Vieja era un sitio ubicado hacia el nororiente de la ciudad de Guatemala y que en 1776 había abrigado la piedra fundadora de la Nueva Guatemala de la Asunción luego de celebrado el primer cabildo y firmada el acta de asentamiento, el 2 de enero de aquel año. Se había elegido este lugar para que fuera la Plaza Mayor de la nueva ciudad, reservándose junto a ella espacios para la construcción del Palacio Arzobispal y la Catedral, así como para la edificación, en los alrededores, de los solares para las familias del Clan Aycinena, ya que don Fermín de Aycinena, primer patriarca del clan, había colaborado sobremanera con los gastos del traslado.
Debido a las alteraciones en el diseño del plano del trazo de la ciudad, realizadas por los Arquitectos Reales de la corona española, la plaza mayor se tuvo que trasladar hacia el poniente, aunque ya se habían terminado de construir en 1791 el Palacio Arzobispal que sirvió de residencia del arzobispo Fray Ramón Casaus y Torres y la iglesia de Santa Rosa, que funcionó provisoriamente como Catedral entre 1787 y 1815. Al trasladarse definitivamente a su nuevo solar la Plaza Mayor, el sitio original pasó a ser conocido como la Plaza Vieja, y siguió sirviendo como parque, estaba rodeada de una banca que hacía también las veces de baranda, y cinco grandes puertas de acceso -tres para peatones y dos para carruajes. Además, tenía dos fuentes para servicio público, y en ella se realizaban ejercicios militares y actividades religiosas.
Más adelante pasó a ser un sitio de comercio y el 6 de agosto de 1832, el entonces gobernador de Guatemala, Dr. Mariano Gálvez emitió un decreto ordenando se levantara un edificio que sirviera como teatro en medio de la Plaza Vieja. Pero la situación política del país con constantes guerras civiles entre liberales y conservadores y un alzamiento indígena dirigido por Rafael Carrera que terminaron por derrocar a Gálvez en 1838, no permitieron que se construyera el teatro.
El proyecto fue retomado en 1852 cuando Juan Matheu y Manuel Francisco Pavón Aycinena presentaron a Rafael Carrera un nuevo plan. Ya aprobado el proyecto, Carrera comisionó al propio Matheu y a Miguel Ruiz de Santisteban para construir el teatro. Cuando la obra se puso en marcha, estuvo a cargo del ingeniero Miguel Rivera Maestre, pero éste renunció poco después, siendo sustituido por José Beckers, profesional especializado en Alemania, quien construyó las fachadas de marcado helenismo y agregó un vestíbulo. La edificación de este teatro fue el primer proyecto monumental de la era republicana del país, aprovechando que finalmente éste vivía una época de paz y prosperidad.

### Expansión durante los gobiernos liberales de 1871-1920

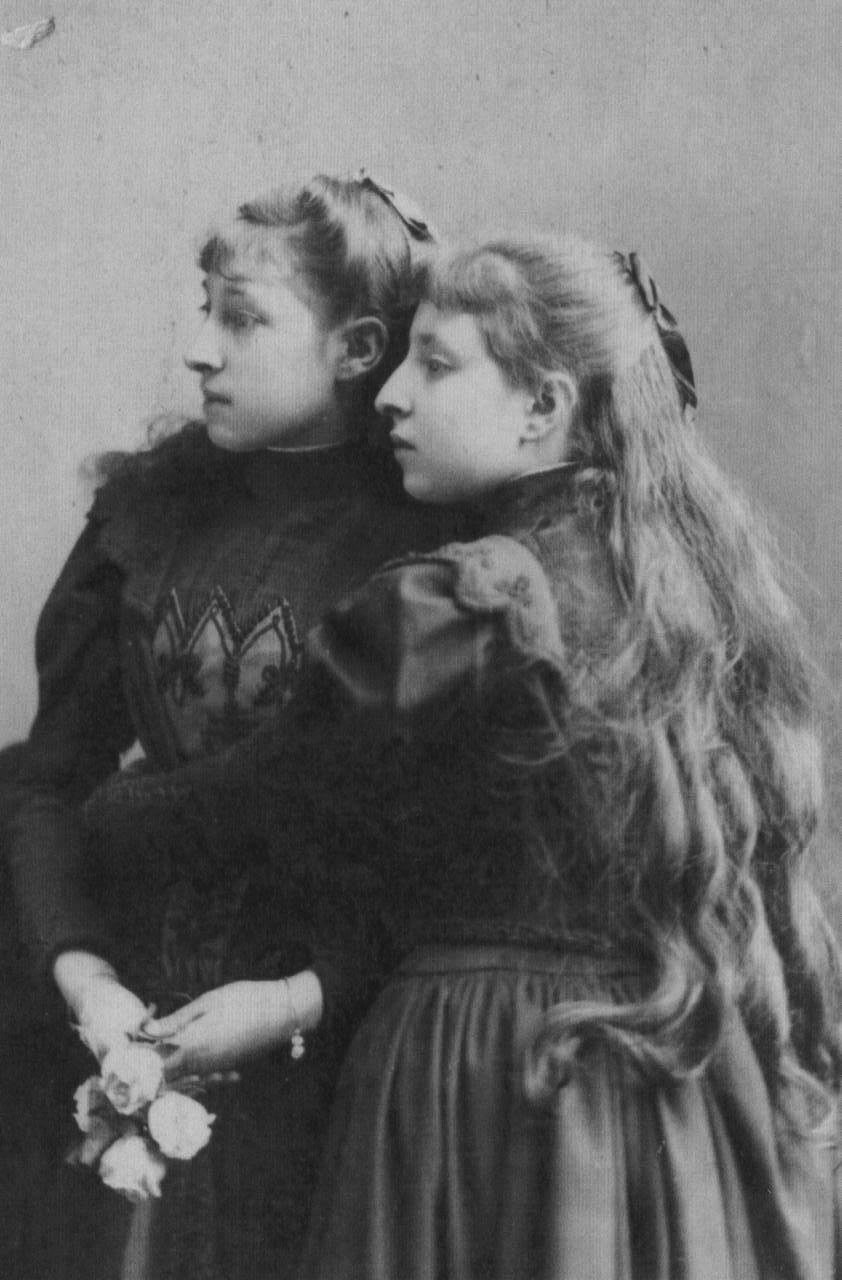
Elena Barrios Aparicio-a la izquierda de la fotografía, junto a su hermana María de la Luz Barrios Aparicio- murió soltera aunque heredó de su madre el título de tercera Marquesa de Vistabella. En honor ella la avenida del Hospital San Juan de Dios en la ciudad se llamó «Avenida Elena». Fotografía de la colección de Otto Thiel-lebbenhoffer.

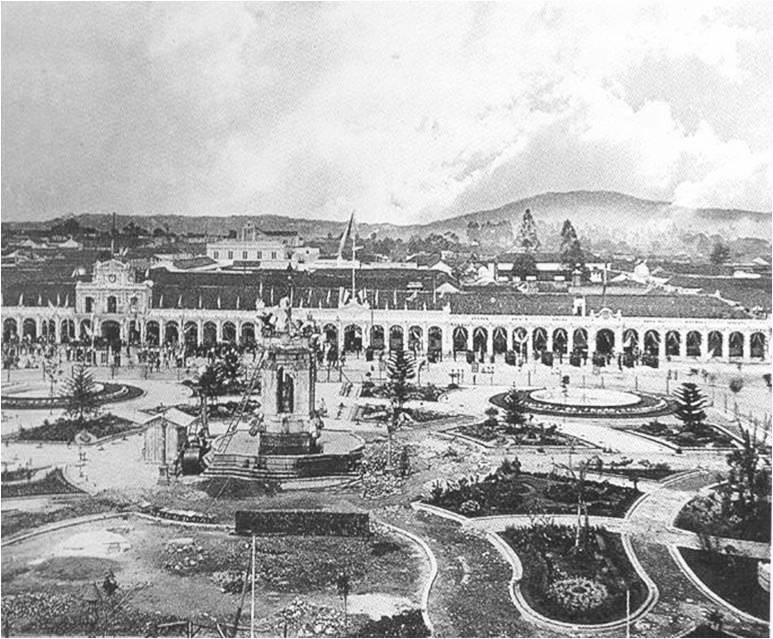
Parque Central en 1896.

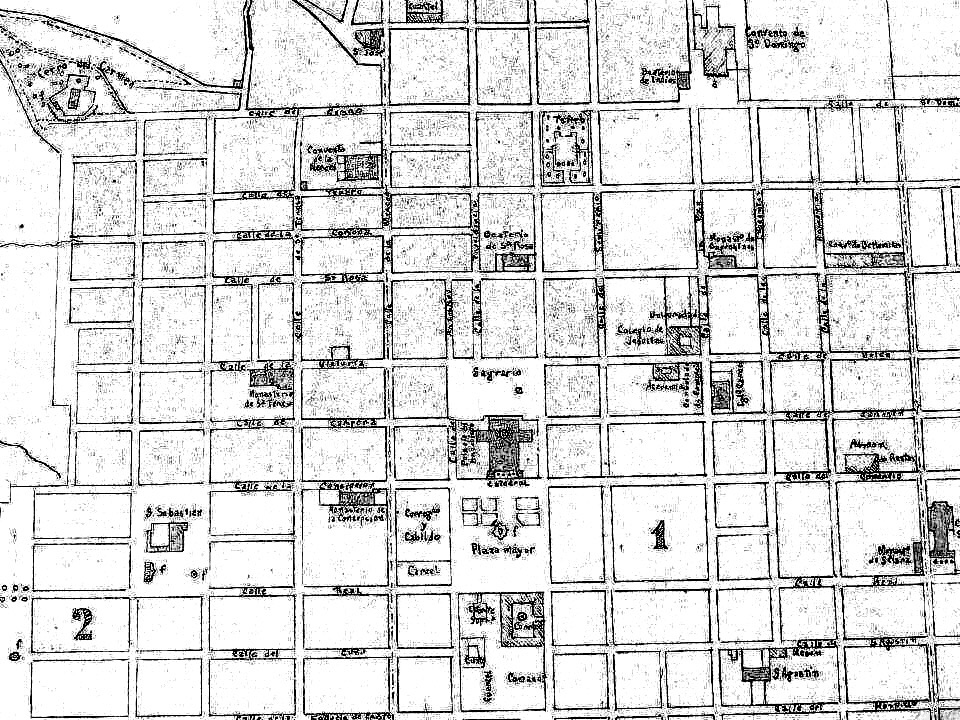
Mapa de la ciudad en 1868, cuando todavía no se había expropiado de propiedades a la Iglesia Católica.

El proceso de expansión de la ciudad hacia el sur se inició a partir del triunfo de la Reforma Liberal en 1871; durante el gobierno del general Justo Rufino Barrios se estableció la lotificación del Potrero de Bolaños, en el extremo suroeste de la ciudad, y que luego se convirtió en el cantón «La Paz».  En 1881 se anexó a la ciudad el cantón de «la Candelaria» y de «la Parroquia» y en 1882 se lotificaron los llanos del Hospital San Juan de Dios, creando el Cantón «Elena» En 1883, al sur del cantón de «La Paz» surge «La Reformita» y dos años después en San Pedro las Huertas -desde la década de 1950 conocido como el barrio de San Pedrito- en el extremo sureste de la ciudad, el cantón «La Independencia».
La guía Appleton para México y Guatemala proporciona la siguiente descripción de cómo se encontraba la ciudad de Guatemala en 1884, basada en información que les fuera proporcionada por el entonces embajador de Guatemala en los Estados Unidos, el licenciado Antonio Batres Jáuregui: «Ciudad de Guatemala: El más importante de los edificios públicos es la catedral, construida en 1780, de diseño elegante y simple, y que ocupa un espacio de 450 pies cuadrados.  En las decoraciones del interior, se observa una sobria variedad.  Hay esculturas en madera, y algunas finas pinturas de artistas nacionales.  Hay otras veinticuatro iglesias, un hospital, una universidad, una escuela de medicina, y una prisión.  Guatemala tiene el mayor número de instituciones educativas de cualquier ciudad en Centroamérica. Muchas de las personas de altos recursos de otros países centroamericanos envían a sus hijos aquí para que se instruyan.  La capital puede vanagloriarse de tener una excelente fuerza policial, cuyo jefe es un antiguo miembro de la policía municipal de la ciudad de Nueva York; los uniformes en ambos lugares son iguales.  Hay veinticinco tanques públicos y muchas fuentes.  El agua es traída a la ciudad por medio de dos acueductos que costaron dos millones de pesos.»
El arqueólogo Alfred Percival Maudslay visitó la ciudad en la década de 1890, y la describió así: «La ciudad ocupa una bella posición en medio de una amplio valle, rodeado por todos lados por montañas y volcanes.  Cerros y cerros se elevan hacia el norte hasta que la vista queda truncada por la distante Sierra Madre.  Hacia el sureste está el grupo volcánico, coronado por los picos de Pacaya, y por encima de las montañas más cercanas al sur se eleva el gigantesco cono del Agua y el triple cráter de Fuego. Las calles de la ciudad está trazadas en ángulo recto, y obtienen una apariencia de amplitud por lo bajo de las casas.  Casas de dos niveles son escasas ya que los terremotos son frecuentes, y el monótono perfil bajo de las residenciases roto sólo por las torres de los campanarios y las cúpulas de las iglesias. Tanto las iglesias como las casas están blanqueadas, y el efecto en general es alegre y aun maravilloso bajo el brillante sol de los trópicos.  El tranvía, los cables de telégrafo y teléfono, y la luz eléctrica está para mantenernos al día; pero a pesar de su intromisión, esta es la Vieja España —la España de los Moros— que se le viene al viajero a la mente cuando pasea por la ciudad.»

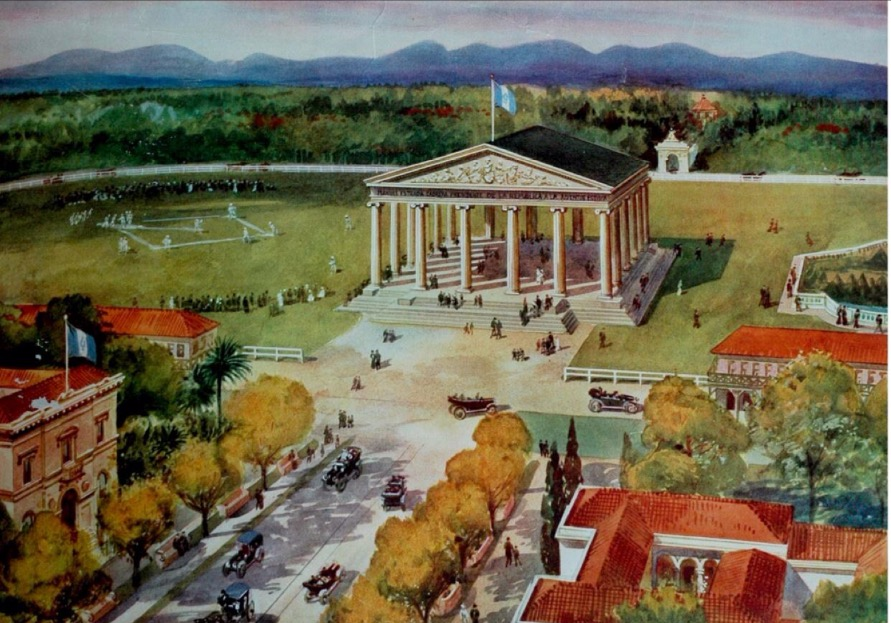
Templo de Minerva que el licenciado Manuel Estrada Cabrera, presidente de Guatemala de 1898 a 1920, construyó en el Hipódromo del Norte para celebrar las Fiestas Minervalias en honor a la «Juventud Estudiosa». El templo fue demolido en 1952 por el gobierno del coronel Jacobo Arbenz. Grabado publicado en el Libro Azul de Guatemala en 1915.

Cuando se realizó la conmemoración del Cuarto Centenario del Descubrimiento de América en el año de 1892, hacia el final de la gestión del presidente Manuel Lisandro Barillas Bercián, se remodeló el Teatro Carrera, para darle más elegancia sustituyéndose el escudo de la República de Guatemala del gobierno conservador de Rafael Carrera por una alegoría en alto relieve. Removieron los naranjos que crecían a la orilla de la banqueta así como las estatuas mitológicas y las fuentes que remataban las esquinas de la octava y novena calles, en la parte oriental de la plazoleta. Se trabajó en el embellecimiento del paseo con modernos jardines y artísticas grutas y se erigió el busto de José Batres Montúfar, en el ángulo noroeste del parque. La comunidad italiana que radicada en Guatemala donó una estatua del marino genovés Cristóbal Colón, la cual fue colocada al lado del Teatro, el que se llamó desde entonces «Teatro Colón».
El gobierno del general José María Reina Barrios realizó una agresiva inversión en infraestructura en todos el país, construyendo el fastuoso Palacio del Ejecutivo, numerosos edificios públicos suntuosos y realizando la Exposición Centroamericana en 1897, la cual estuvo diseñada para mostrar los grandes avances que había tenido Guatemala durante su gobierno.  El ferrocarril interoceánico -que era una excelente alternativa en ese entonces porque no existía todavía el Canal de Panamá- y la construcción de un moderno puerto en Iztapa para mejorar el comercio internacional fueron los principales proyectos del gobierno, que desafortunadamente quedaron inconclusos cuando la economía nacional colapsó por la caída del precio del café, único cultivo de exportación de Guatemala en ese entonces. Guatemala quedó sumida en una profunda deuda externa con bancos británicos y ya no se pudo continuar con obras de infraestructura; el presidente Reyna Barrios pagó con la vida lo que en ese momento se vio como despilfarro del erario público, ya que fue asesinado el 8 de febrero de 1898.
A finales del gobierno de Reina Barrios ya existía un servicio de tranvías que circulaban sobre rieles y eran tirados por caballos; el servicio era deficiente y las quejas giraban en torno al descuidos de los carruajes, que estaban sucios y malolientes, a la poca educación de los empleados y a la mala organización de las paradas.

#### Gobierno de Manuel Estrada Cabrera

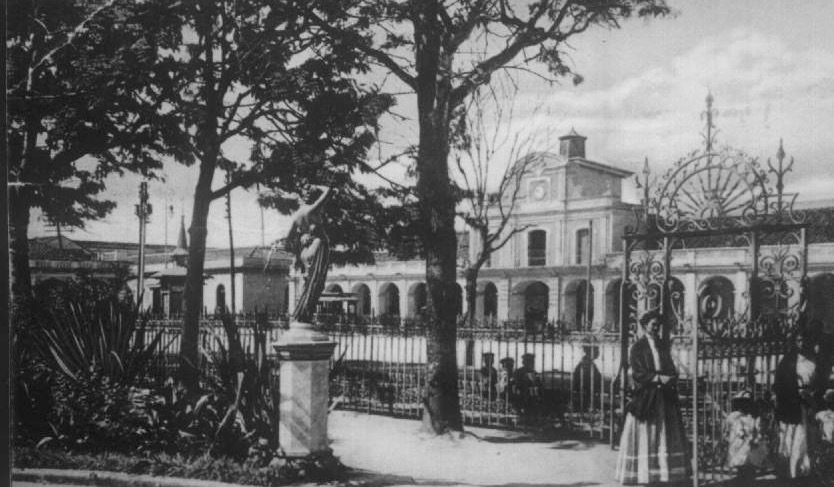
Así lucía el Palacio de Gobierno (o Real Palacio) cuando arribó a Guatemala el escritor mexicano Federico Gamboa.

El 24 de enero de 1899 arribó a la Guatemala el embajador de México y escritor Federico Gamboa, en representación del gobierno del general Porfirio Díaz. Pocos días después fue invitado al palacio del ejecutivo por el presidente Manuel Estrada Cabrera para intercambiar impresiones; Gamboa describe el palacio de gobierno de ese entonces como un caserón destartalado y feo de los antiguos tiempos coloniales que no era agradable a la vista, aunque en su interior la decoración lo hacía un tanto más agradable. Al fondo del espacioso patio, y a la izquierda se encontraba una antesala llena de oficiales y tras una mampara-vidriera se encontraba el despacho presidencial.
Gamboa recorrió la ciudad y la describió su diario, indicando que el paseo de La Reforma -o Bulevar «30 de junio»- era bellísimo, pero que tenía dos problemas: no había nadie en él y estaba completamente descuidado.  Al circular en su carruaje por el paseo de trazado a la europea, logró ver tres o cuatro edificios de buena manufactura, los restos derruidos del salón de la Exposición Centroamericana de 1897, el monumento al general Miguel García Granados y el museo del Palacio de La Reforma con el monumento a Justo Rufino Barrios.
La ciudad también se expandió un poco hacia el norte, especialmente sobre la avenida «Simeón Cañas», en cuyo extremo final se ubicaba el Templo de Minerva, y se construyó el Mapa en Relieve en 1905. Por otra parte, Estrada Cabrera trasladó su residencia a la finca «La Palma», localizada en donde en 1955 se construyó el gimnasio «Teodoro Palacios Flores». Hacia el final del gobierno del licenciado Estrada Cabrera, la población de la ciudad llegaba a ciento veintiún mil habitantes.

### Terremotos de 1917-1918

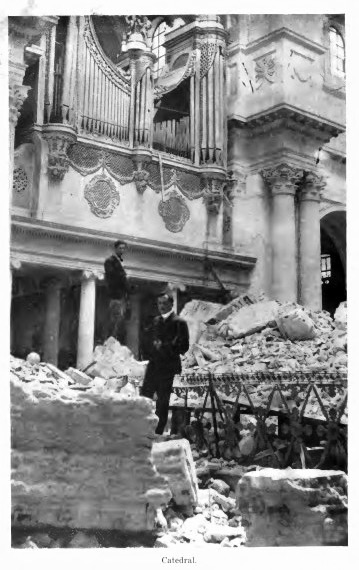
Efectos de los terremotos de 1917-18 en la Catedral metropolitana.

Durante el gobierno del licenciado Manuel Estrada Cabrera (1898-1920) se construyeron importantes edificios públicos a lo largo del bulevar «30 de junio»: el asilo de maternidad «Joaquina» -llamado así en honor de la madre del presidente, Joaquina Cabrera- y la academia militar, construida en 1912 luego de que el edificio original fuera demolido tras el intento de asesinato del presidente por los cadetes en 1908.

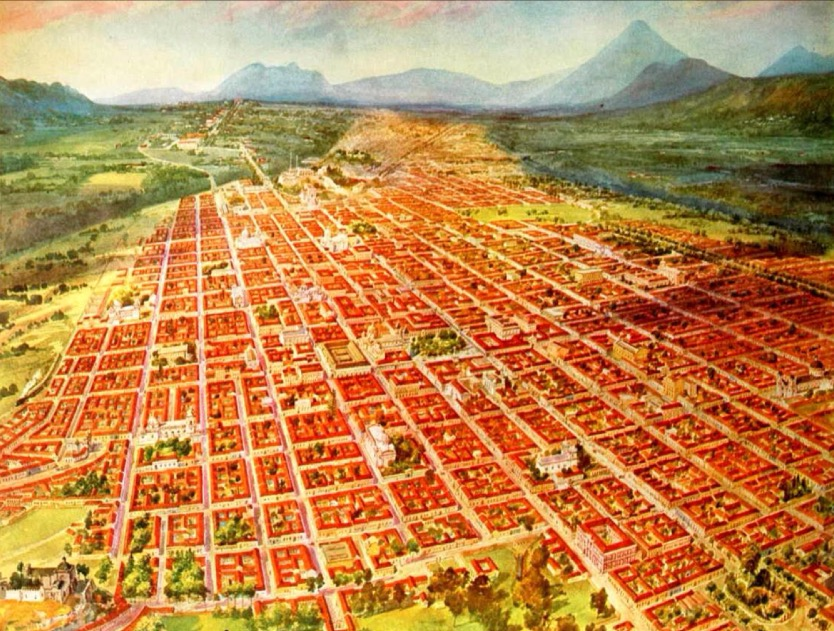
Ciudad de Guatemala a vista de pájaro en 1915. Grabado del Libro Azul de Guatemala.

Puede afirmarse que el inicio del declive de la presidencia de Estrada Cabrera comenzó con los terremotos que se iniciaron el 17 de noviembre de 1917 y arruinaron algunas poblaciones alrededor de Amatitlán. El 25 y el 29 de diciembre de ese mismo año, y el 3 y el 24 del siguiente, se repitieron los temblores en la república, pero con mucha mayor fuerza, de modo que destruyeron numerosos edificios públicos y religiosos, así como casas particulares en la Ciudad de Guatemala y en la Antigua Guatemala. Entre los edificios destruidos destacaban numerosas estructuras que habían sido construidas en los gobiernos de José María Reyna Barrios (entre ellos el pabellón de la Exposición Centroamericana, y el palacio del bulevar 30 de Junio) y de Estrada Cabrera (asilo para damas Doña Joaquina); por esta razón, mucha de la obra física de ambos presidentes ha sido olvidada por generaciones posteriores.
En el Diario de Centro América, después de publicar dos ediciones diarias reportando los desastres, se pasó a hacer crítica al Gobierno por la lenta e ineficiente respuesta al desastre. En uno de los artículos de opinión de este periódico oficial se llegó a decir que las imágenes religiosas de algunos templos católicos de la ciudad se habían salvado porque, al momento del primer terremoto, «ya no quisieron seguir en una ciudad en donde imperaba el lujo excesivo, la impunidad y el terror». Por otra parte, se dijo que existían leyes «excelentes» para la reconstrucción, las cuales, sin embargo, «no se cumplen». También se dijo que estaba ocurriendo un fenómeno que se daba siempre en casos de cataclismos como estos: «se emiten leyes y reglamentos a diario, pero lo que se necesita es de su correcta ejecución diaria, y no de tantos reglamentos». Además, se publicó en primera plana, tres meses después de los terremotos, que «todavía hay escombros por toda la ciudad». El propio Diario de Centro América era editado entre escombros, pese a lo cual logró tirajes de ejemplares de media hoja, a veces hasta dos al día, durante la crisis.
En El Guatemalteco, diario oficial del Gobierno, quedó huella del desastre: desde el número correspondiente al 22 de diciembre se interrumpió la publicación y no se reanudó sino hasta el 21 de enero de 1918, pero en un formato mucho más pequeño.
La comisión de Hacienda encargada de la reconstrucción de la ciudad, después del terremoto, por fin decidió crear un Banco Nacional Privilegiado con un capital de 30 millones de pesos (que provendrían de un préstamo a bancos extranjeros), lo cual hundió la economía nacional. Debe destacarse que uno de los miembros directivos de esta comisión fue Carlos Herrera y Luna, quien luego sería presidente de Guatemala.

### Gobiernos militares de 1923-1944
El Hipódromo del Sur fue inaugurado oficialmente en 1923 por el presidente general José María Orellana, y fue un lugar de gran popularidad en el parque nacional «La Aurora». La pista de hipódromo tenía una longitud de 1600 metros por 30 metros de ancho y capacidad para 1600 espectadores; sus instalaciones incluían caballerizas, establos y graderías techadas. En esa época se podía admirar los ejercicios hípicos, jaripeos, y carreras de caballos. En 1926, el presidente general Lázaro Chacón ordenó la construcción de nuevas instalaciones y remodelaciones del hipódromo para aumentar la diversidad de los eventos, ferias y amenidades, lo que mantuvo a la estructura en continua remodelación y expansión.
En 1931, durante los primeros días de la presidencia del general Jorge Ubico (1931-1944) se terminó la construcción de nuevas instalaciones en el hipódromo las cuales incluían la tribuna presidencial y garitas para los jueces de campo. En 1935 se terminó la construcción de la primera concha acústica en Guatemala en las inmediaciones del hipódromo y se inició la celebración de una feria internacional, para la cual se instalaron juegos mecánicos y se presentaron eventos culturales y sociales de todo tipo. La feria se celebraba en noviembre, en honor al cumpleaños del general Ubico.
Durante el resto del gobierno del general Jorge Ubico la ciudad se expandió hacia el sur, con la construcción del edificio del Aeropuerto Internacional La Aurora sobre la Avenida de Hincapié, los salones de exposiciones de la «Feria de noviembre»  La prolongación de la séptima avenida fue adornada con la «Torre del Reformador» y con el traslado de la «Fuente de Carlos V» desde el Parque Central hacia la «Plazuela España».  Ubico también construyó palacios: el Palacio Nacional, el de la Policía, el de Correos y Telégrafos, la Aduana Central, el Congreso de la República y el de la Corte Suprema de Justicia. Por esos años, las residencias en la Reforma eran de madera, estilo norteamericano, construidas así para resistir terremotos. Había muchos sitios baldíos, no sólo en la Reforma, sino también en los cantones «Tívoli», «Santa Clara» y «Pamplona».
Ubico Castañeda designaba al Intendente Municipal y éste se concentraba en atender la modernización de servicios básicos en el casco central de la ciudad y las áreas hacia el sur, a donde se habían empezado a desplazar los miembros de los sectores de altos ingresos y la construcción de los palacios consumieron aproximadamente el 35% de la producción de cemento. Por otro lado, se descuidaron los barrios periféricos que se habían formado o poblado tras los terremotos de 1917-18; estos barrios eran «La Parroquia», la «Ermita», «Candelaria», «La Reformita», «El Gallito», «Gerona» y «La Palmita», entre otros. Estos barrios pobres estaban habitados por familias de muy bajos ingresos que vivían en condiciones de hacinamiento y deficiente dotación de servicios básicos.

### La Revolución de 1944 y el desarrollo urbano de la ciudad

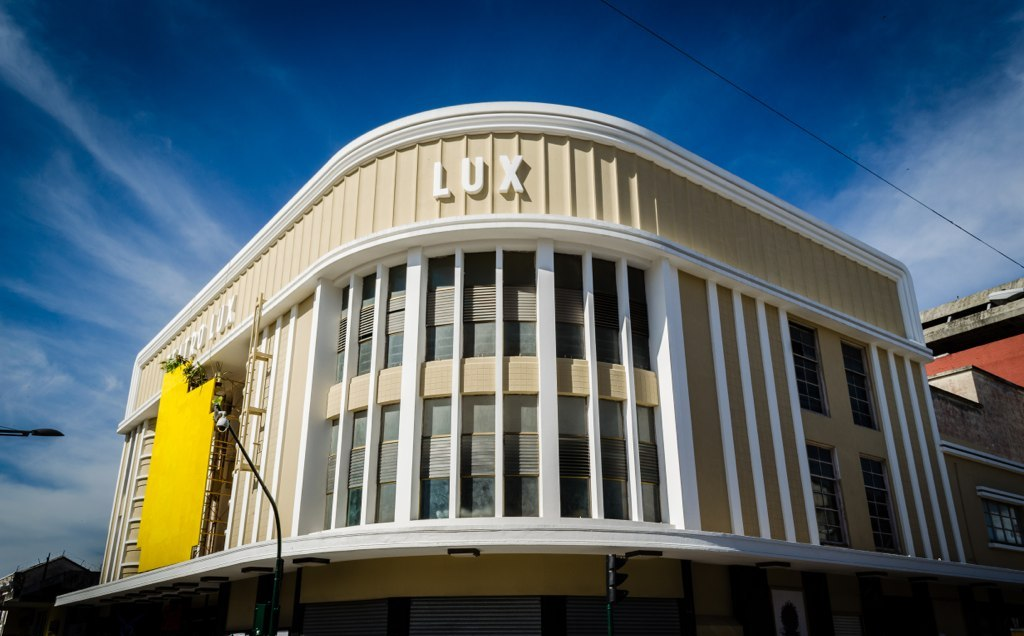
Teatro-Cine Lux, sede actual del Centro Cultural de España en Guatemala.

Cuando ocurrió la Revolución de 1944, la ciudad tenía un escaso desarrollo urbano, que se reflejaba en una deficiente y diferenciada cobertura de servicios esenciales -dotación de agua, drenajes, electricidad y pavimentación de calles- así como pocas posibilidades de trabajo para la población, por la casi inexistente industrialización; excepto por una fábrica de cerveza, otra de cemento y algunas textilerías y jaboneras, las principales actividades económicas eran agrícolas y artesanales. Guatemala dependía en todo de la importación de artículos tanto suntuarios como necesarios.
Con los gobiernos revolucionarios se inició un nuevo concepto de la administración municipal, basado en la autonomía y en la elección de las corporaciones por la población de los municipios, aunque desde el principio, esta situación tuvo repercusiones en el desarrollo urbano de la ciudad, ya que existieron fricciones políticas entre el gobierno y las corporaciones ediles. El primer alcalde electo de la ciudad de Guatemala fue el licenciado Mario Méndez Montenegro (1946-1948). Durante su gestión se amplió la red de agua potable y drenajes hacia algunos barrios periféricos y se inició la construcción de grandes colectores que recogen aguas negras del norte de la ciudad, dirigiéndolas hacia el río Las Vacas y hacia el barranco de «La Pedrera».  Construyó también el parque infantil Colón en la zona 1 y prolongó la sexta avenida, tras derrumbar el cerro en donde se encontraba el antiguo Templo de El Calvario de la ciudad.
El gobierno del doctor Juan José Arévalo construyó la «Ciudad de los Deportes» en la zona conocida como «La Barranquilla»; este complejo tiene instalaciones adecuadas para la práctica del fútbol y del atletismo, una piscina olímpica, varias canchas de tenis y el «Palacio de los Deportes».  Inaugurado en 1951, es el complejo deportivo más moderno y completo de Guatemala; ya para esta épocal, la población de la ciudad había crecido a 250 000 habitantes.
Uno de los alcaldes más destacados fue el ingeniero Martín Prado Vélez, quien asumió en el año 1949. De origen cobanero, estudió en la Universidad de San Carlos y bajo su mandato, entre otras obras modernistas de la ciudad, se construyeron o iniciaron importantes obras de infraestructura: el Puente El Incienso, la construcción de la Avenida Roosevelt, principal eje vial de este a oeste de la Ciudad,  el propio edificio consistorial, y numerosas obras viales que significaron el ensanche de la ciudad colonial, su ordenamiento en puntos cardinales y la generación de un anillo periférico con el primer trébol en la principal ciudad de Centro América. Uno de sus principales colaboradores fue su amigo, el ingeniero Raúl Aguilar Batres, quien fue el jefe de planificación de la municipalidad en esa administración y en las posteriores.
En 1952, ganó las elecciones a alcalde Juan Luis Lizarralde, apoyado por el «Partido de Unificación Anticomunista» (PUA), el «Comité de Estudiantes Universitarios Anticomunistas» (CEUA), la «Unión Patriótica» y la «Juventud Nacionalista».  Esta administración tuvo enfrentamientos con el gobierno del coronel Árbenz, pero el gobierno, mediante obra pública intervino en la producción de nuevos espacios en la ciudad y, en algunos casos, en la valorización de la tierra que fue incorporada a la ciudad por medio de los nuevos ejes viales como la carretera Interamericana que se construyó a partir del Hospital Roosevelt..

## Infraestructura
El Centro Histórico de la Ciudad de Guatemala se extiende por las denominadas zonas 1, 2 y 3; es común encontrar en esta área hoteles de 2 y 3 estrellas y su actividad económica es principalmente el comercio informal. Existen varios comercios que son administrados en su mayoría por inmigrantes asiáticos y árabes. Debido a que el casco antiguo de la capital está declarado Patrimonio Nacional, es comúnmente dominado por casas históricas y edificios antiguos en diferentes estados de conservación. 
El Centro Histórico tiene numerosos templos católicos y edificios que datan del traslado original de la ciudad al Valle de la Ermita, aunque muchos de ellos han tenido que ser reconstruidos en varios ocasiones, luego de los terremotos de 1917 y de 1976.  Asimismo, muchos de los antiguos conventos que pertenecieron a las órdenes regulares fueron expropiados por el general hondureño Francisco Morazán a la iglesia en 1829, y aunque los recuperaron en 1840, los perdieron definitivamente en 1873, cuando el general Justo Rufino Barrios los expulsó definitivamente del territorio guatemalteco; muchos de esos edificios pasaron a propiedad del estado y funcionaron —o todavía funcionan— como institutos de educación pública, escuelas militares u oficinas del gobierno.
A partir de 1990 se han estado desarrollando algunas iniciativas impulsadas por la municipalidad de la ciudad, mediante las cuales se han recobrado y revitalizado lugares históricos y públicos como el Paseo de la Sexta, el Barrio San Sebastián y otras áreas de importancia histórica que habían sido olvidadas y dejadas sin atención, particularmente esto ha motivado a empresarios y propietarios en llevar inversión privada para inauguración de nuevas empresas y centros culturales en estos lugares.

### Edificios coloniales
| Nombre                                  | Imagen                                | Breve descripción |
| --------------------------------------- | ------------------------------------- | --- |
| Casa Oliver                             | Casa Oliver en la Ciudad de Guatemala | La historia de la Casa Oliver es una casa solariega que data de 1792, construida por orden del coronel Juan de Oliver. Casa Oliver cuenta con características neoclásicas, como es el alejamiento del estilo barroco con las decoraciones excesivas y optar por un estilo más simple siendo fiel a las líneas del movimiento neoclásico. Asimismo, la propiedad contiene elementos de la arquitectura griega, como es el uso de columnas e influencia renacentista con el tópico religioso; el uso de líneas horizontales y verticales las cuales daban un ambiente airoso y estructuras perfectas, como lo fueron los patrones franceses que eran un guiño hacia la burguesía guatemalteca. La Casa Oliver es hoy Patrimonio Cultural y Monumento Histórico del Periodo Hispánico. |
| Catedral Metropolitana                  |                                       | Es la iglesia principal de la Arquidiócesis de Guatemala y por ello ostenta el título de Basílica y está agregada a las Basílicas de Roma y de Santiafo de Compostela. Está localizada frente al costado este de la Plaza de la Constitución en el Centro Histórico. El edificio fue construido entre 1782 y 1815 y las torres fueron completadas en 1867; tiene elementos propios del neoclásico y ha resistido -aunque con daños de consideración- numerosos terremotos debido al espesor de sus paredes y columnas de más de un metro de grosor. Fue severamente dañada por los devastadores terremotos de 1917 y del 4 de febrero de 1976 ha sido reparada; los sismos de 1917-1918 hicieron que colapsara la cúpula elíptica que entonces tenía. En frente de la Catedral hay doce pedestales; antes estaban las estatuas de los cuatro Evangelistas y en la parte superior la de Santa Teresa de Ávila, copatrona y Santa Cecilia; el terremoto de 1917 rompió dichas estatuas, que tenían más de dos metros de alto. |
| Cerrito del Carmen                      |                                       | Es un Santuario, una ermita católica y un sitio cultural ubicado en la cima del cerro del Carmen, en el Centro Histórico, cuya construcción se remonta al siglo xvii, por lo menos cien años antes de la fundación de la Ciudad de Guatemala. Está consagrado a la Virgen del Carmen y ha sido declarado patrimonio cultural de la nación y santuario mariano. La historia del Cerrito del Carmen está íntimamente ligada a la de la fundación de la capital guatemalteca y ha sido reconstruido después de los terremotos de 1917 y de 1976. |
| Iglesia de La Recolección               |                                       | Uno de los templos mayores erigidos en la Nueva Guatemala de la Asunción tras la fundación de esta en 1776. Es heredero de algunos de los bienes traídos del «Colegio de Cristo Crucificado de Propaganda Fide, La Recolección», de la ciudad de Santiago de los Caballeros de Guatemala tras su destrucción en 1773. Con algunas piezas barrocas sobresalientes como el conjunto de "Los Justos" (San Joaquín, Santa Ana y la Virgen María niña). Su imaginería procesional, como el Cristo Yacente, pieza dramática de finales del siglo xviii, y el Cristo Nazareno, de la segunda mitad del siglo xix, se encuentran entre las más representativas de la Semana Santa moderna en Guatemala. Tras la Reforma Liberal, la orden recoleta fue expulsada de Guatemala y el templo fue trasladado a un debilitado clero secular; por su parte, el convento fue convertido en la Escuela Politécnica —academia militar de Guatemala—, pero fue destruido completamente en 1908, luego de que algunos cadetes intentaran asesinar al entonces presidente, licenciado Manuel Estrada Cabrera.                                                                                      |
| Iglesia El Calvario                     |                                       | La Iglesia de Nuestra Señora de los Remedios o El Calvario se encontraba originalmente en la cima del «Cerro del Cielito» al final de la sexta avenida del Centro Histórico. En 1936 fue convertido en el Museo Nacional de Historia y posteriormente fue demolido para extender una de las principales vías de la Ciudad de Guatemala; próximo a donde se encontraba el templo original se construyó el Nuevo Calvario, que ha funcionado como la Parroquia de Nuestra Señora de los Remedios desde 1936. |
| Iglesia de San Francisco                |                                       | La iglesia se construyó en forma provisional en 1778 en la Calle Real y Calle de las Beatas, en el mismo lugar donde estuvo provisionalmente la iglesia de Nuestra Señora de Los Remedios, después de la destrucción de la capital de la Capitanía General de Guatemala por el terremoto de 1773. A esta capilla se le llamó, «Capilla Provisional de San Francisco el Viejo». Tras la independencia y la primera expulsión de las órdenes regulares de la Iglesia Católica por Francisco Morazán y los liberales en 1829, el templo provisional pasó a poder del clero secular, que estaba debilitado porque se eliminó también el diezmo obligatorio. Tras el retorno al poder de los conservadores y bajo el liderazgo del capitán general Rafael Carrera, las órdenes regulares retornaron a Guatemala y empezaron a prosperar nuevamente. Los terciarios franciscanos retornaron también y lograron finalizar la construcción de la Basílica, el cual fue inaugurado en 1851, para celebrar la victoria guatemalteca en La Batalla de la Arada. Ostenta el título de Basílica Menor, dedicada a la Inmaculada Concepción, Patrona Principal de la República de Guatemala. |
| Instituto Nacional Central para Varones |                                       | Es una institución de educación media especializada en la formación de bachilleres en ciencias y letras Surgió en 1875, cuando el Colegio Tridentino fue expropiado a la Iglesia Católica durante el gobierno liberal del general Justo Rufino Barrios. Ubicado en el Centro Histórico de la Ciudad de Guatemala, durante los regímenes que se iniciaron con la Reforma Liberal en 1871 y terminaron con la renuncia de Jorge Ubico Castañeda en 1944, y durante los gobiernos del Dr. Juan José Arévalo Bermejo y del coronel Jacobo Árbenz Guzmán —1945-1954—, fue la institución educativa de educación media para varones más prestigiosa de Guatemala. |
| Museo de la Universidad de San Carlos   |                                       | Originalmente la sede la de Real y Pontificia Universidad de San Carlos de Guatemala, tras la Independencia de Centroamérica y de varios cambios de gobierno, pasó a ser la Escuela Facultativa de Derecho y Notariado en 1873. Allí funcionó como tal hasta que los estudios de Derecho fueron transferidos al Campus Central de la Universidad de San Carlos de Guatemala en la década de 1960. Destruido por el terremoto de 1976, fue reconstruido y convertido en el Museo de la Universidad de San Carlos —MUSAC— en la década de 1990. |

### Edificios modernos
| Nombre                                | imagen | Breve descripción |
| ------------------------------------- | ------ | --- |
| Biblioteca Nacional de Guatemala      |        | Durante el gobierno del doctor Juan José Arévalo Bermejo (1945-1951} se inició la construcción del nuevo edificio de la biblioteca nacional, pero las obras se detuvieron durante el gobierno del coronel Jacobo Arbenz Guzmán, quien dirigió su atención a la Reforma Agraria y los conflictos internacionales con gobiernos opositores a su régimen que lo tildaban de comunista; tras la caída de Arbenz en junio de 1954, subió al poder el coronel Carlos Castillo Armas, cuyo gobierno concluyó la construcción. El 14 de septiembre de 1957, el gobierno interino —pues el presidente, coronel Carlos Castillo Armas, había sido asesinado unos pocos meses antes— hizo entrega de las llaves del nuevo edificio de la biblioteca al ministro de Educación Pública, Baltasar Morales de la Cruz, y al director de la misma, el licenciado Ricardo Castañeda Paganini. |
| Museo Nacional de Historia            |        | El 16 de septiembre de 1896 fue inaugurado el edificio —que entonces funcionaba como el Registro de la Propiedad de la Ciudad de Guatemala— obra del arquitecto José de Bustamante. Tiene una planta de setecientos cuarenta y dos metros cuadrados y una altura de catorce metros, con dos plantas y una bóveda para el archivo; es de estilo renacimiento francés y costó doscientos mil pesos guatemaltecos. Está fabricado de ladrillo y hierro y decorado con cemento y mármol y contiene veintidós piezas para oficinas y un sótano que está protegido por rejas y tela metálica. Fue uno de los pocos edificios que sobrevivieron el terremoto de 1917-18 y posteriormente fue convertido el Museo Nacional de Historia de Guatemala. |
| Palacio Presidencial de Reina Barrios |        | El presidente general José María Reina Barrios contrató al arquitecto José de Bustamante, para la construcción del Palacio Presidencial o Casa Presidencial. El contrato se aprobó el 8 de febrero de 1895, tres años exactamente antes del asesinato del Presidente, y el edificio se construyó en el predio que ocupaba la huerta ubicada, en el ala suroeste del Palacio Nacional sobre la 8ª Calle con un costo aproximado de cuatrocientos mil pesos. La obra dio inicio el 1 de enero de 1895 y se inauguró el 24 de diciembre de 1896. Fue la sede de gobierno de Reina Barrios y de su sucesor, el licenciado Manuel Estrada Cabrera hasta que fue destruido por los terremotos de 1917-18. Entre los hechos más sobresalientes que ocurrieron en él estuvo el atentado contra el presidente Estrada Cabrera por el cadete Vega en abril de 1908.                    |
| Palacio Nacional                      |        | El Palacio Nacional —construido por el gobierno del general Jorge Ubico Castañeda—fue la sede del gobierno de Guatemala de 1943 a 1998, año en que fue convertido en un espacio dedicado para diversas actividades artísticas y exposiciones temporales, además de alojar colecciones de pintura y escultura. Fue declarado Monumento Histórico y Artístico el 7 de noviembre de 1980 y el 11 de junio de 2001 pasó a formar parte del Ministerio de Cultura y Deportes de Guatemala. Es utilizado por el organismo ejecutivo para actos protocolarios y es el kilómetro 0 para todas las carreteras que van de la Ciudad de Guatemalas a las cabeceras departamentales de la República de Guatemala. |

## Nota
1. ↑  El nombre oficial de la capital y municipio es «Nueva Guatemala de la Asunción» y su nombre corto es «Guatemala», la palabra «ciudad» no forma parte del nombre propio.
2. ↑  1 manzana = 7000 metros cuadrados
3. ↑  Muchas de esas estructuras se derrumbaron con el terremoto de Guatemala de 1917.
4. ↑  El nombre de Elena fue en honor a una de las hijas del general Barrios, Elena Barrios Aparicio.  Desde 1950, por el lugar corre la Avenida Elena.[20]
5. ↑  Vestigios del asilo «Joaquina» se encuentran en el edificio que ocupa el ministerio de Educación desde 2002.[34]
6. ↑  Feria que se celebraba durante el mes de noviembre con motivo del cumpleaños del general Ubico, que era el 10 de noviembre; luego del derrocamiento de su gobierno, los edificios fueron convertidos en museos de Arqueología y Etnología.[40]
7. ↑  Meza, César (1944). Guatemala y el seguro social obligatorio (Estudio Médicosocial). Guatemala: Tesis de la Facultad de Ciencias Médicas de la Universidad Nacional. «El 75% de las viviendas de la ciudad eran barracas y de éstas el 67.8% tenía piso de tierra; el 97.8% contaba con techo de retazos de lámina de zinc, el 90.6% sin servicio de agua, el 21.5% sin servicio sanitario y el 71.1% sacaba los desagües a la vías públicas.»
8. ↑  La institución del Registro es una de las reformas implantadas por la legislación civil guatemalteca de 1877.  En la Ciudad de Guatemala de 1896 había un promedio mensual de novecientas inscripciones que incluían enajenaciones de fincas rústicas, enajenaciones de fincas urbanas, hipotecas sobre fincas rústicas, hipotécas sobre fincas urbanas y cancelaciones hipotecarias.[59]

## Ferias y celebraciones

### Semana Santa

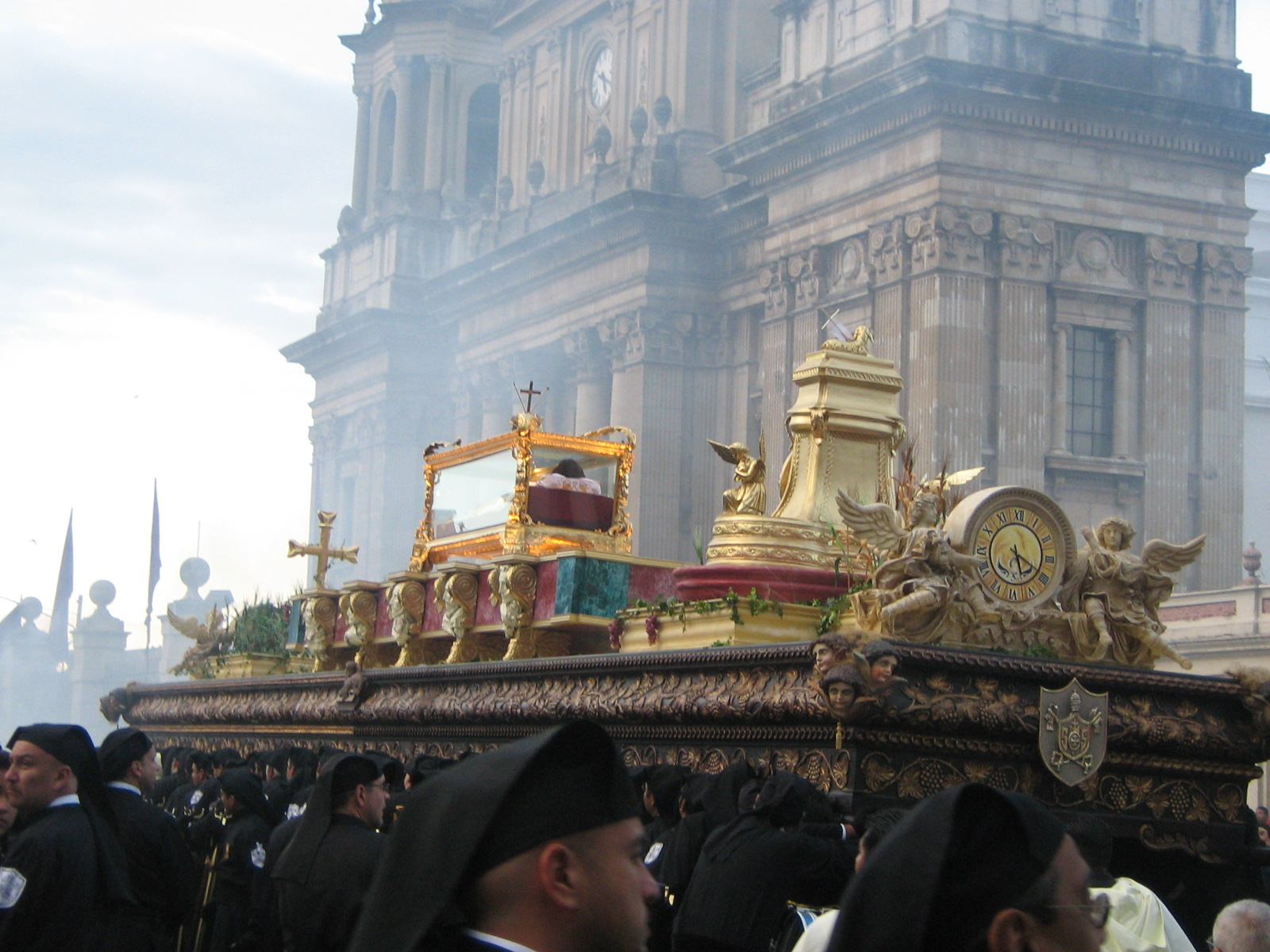
Procesión de Viernes Santo de la Iglesia de Santo Domingo en el Centro Histórico de la Ciudad de Guatemala en el siglo xxi.

Entre las principales celebraciones que se llevan a cabo en el Centro Histórico está la Semana Santa, la cual es un fenómeno de carácter sociocultural y turístico de gran importancia. No hay un órgano centralizado encargado de la regulación del conjunto de procesiones de la Semana Santa que controle los horarios de paso por las calles de la ciudad, pero éstos salen en forma ordenada y bien planificada y transforman la ciudad durante ese periodo, siendo el resultado de la evolución durante siglos de las formas, modos y maneras de las hermandades, las cuales cuentan entre sus miembros a personas de todas las clases sociales. 
Las procesiones en Guatemala son caracterizadas por las alfombras de aserrín colorido que adornan las calles en donde son llevadas en hombros por períodos de hasta dieciocho horas de duración. Los cortejos van acompañados durante todo el recorrido por Bandas Sinfónicas que interpretan marchas fúnebres o festivas compuestas por artistas nacionales en su mayoría e internacionales destacando obras españolas e italianas. Las procesiones con las andas más grandes del mundo pertenecen a la iglesia de Nuestra Señora de los Remedios - El Calvario. Midiendo entre 27 y 30 metros de largo, 1.2 de alto y 2 de ancho, estas son portadas por hasta 150 cargadores por cuadra cada segundo domingo de Cuaresma; en Viernes Santo se procesiona la segunda anda más grande del mundo, portando al Cristo Yacente de esta misma iglesia, cargado por ciento cuarenta personas cada cuadra.
El período litúrgico es inaugurado en la tarde del Miércoles de Ceniza con el cortejo de Jesús de la Justicia del Templo de Nuestra señora de los Remedios el Calvario , en un vía crucis penitencial. La primera gran procesión sale al siguiente día —el primer jueves de Cuaresma— con la procesión del «Silencio», organizada por el Santuario Arquidiocesano al Señor San José, cuya imagen central es la de «Jesús de los Milagros»; desde esa fecha hasta el Domingo de Resurrección las procesiones recorren las calles del Centro Histórico.

## Panoramas del Centro Histórico
| Imágenes panorámicas en tamaño grande |
|                                       |